# Ефимьево (Первомайский район)
Ефимьево — деревня в Пречистенском сельском округе Пречистенского сельского поселения Первомайского района Ярославской области России. 

## География
Деревня расположена в 11 км на юг от райцентра посёлка Пречистое.

## История
Каменная церковь Благовещения Пресвятой Богородицы в селе построена в 1838 году Санкт-Петербургским купцом Гаврилой Ивановичем Головкиным. Престолов в ней было три: в настоящей летней — Благовещения Пресвятой Богородицы, в зимней — во имя св. чуд. Николая и преп. Зосимы и Савватия Соловецких чудотворцев. 
В конце XIX — начале XX века село входило в состав Черностаевской волости (позднее — в составе Пречистенской волости) Любимского уезда Ярославской губернии.
С 1929 года село входило в состав Ильинского сельсовета Даниловского района, в 1935 — 1963 годах в составе Пречистенского района, в 1980-х годах — в составе Пречистенского сельсовета, с 2005 года — в составе Пречистенского сельского поселения.

## Население
| 1859 | 1914 | 2002 | 2007 | 2010 |
| ---- | ---- | ---- | ---- | ---- |
| 113  | ↗121 | ↘13  | ↗16  | ↘9   |

## Достопримечательности
В селе расположена недействующая Церковь Благовещения Пресвятой Богородицы (1838).